# Wasteland, Baby!
Wasteland, Baby! è il secondo album in studio del cantante irlandese Hozier, pubblicato il 1º marzo 2019.

## Tracce
1. Nina Cried Power (feat. Mavis Staples) – 3:45
2. Almost (Sweet Music) – 3:37
3. Movement – 3:57
4. No Plan – 5:31
5. Nobody – 3:30
6. To Noise Making (Sing) – 3:26
7. As It Was – 3:27
8. Shrike – 4:58
9. Talk – 3:26
10. Be – 4:49
11. Dinner & Diatribes – 3:44
12. Would That I – 4:28
13. Sunlight – 4:17
14. Wasteland, Baby! – 4:26